# مخيمات العمال

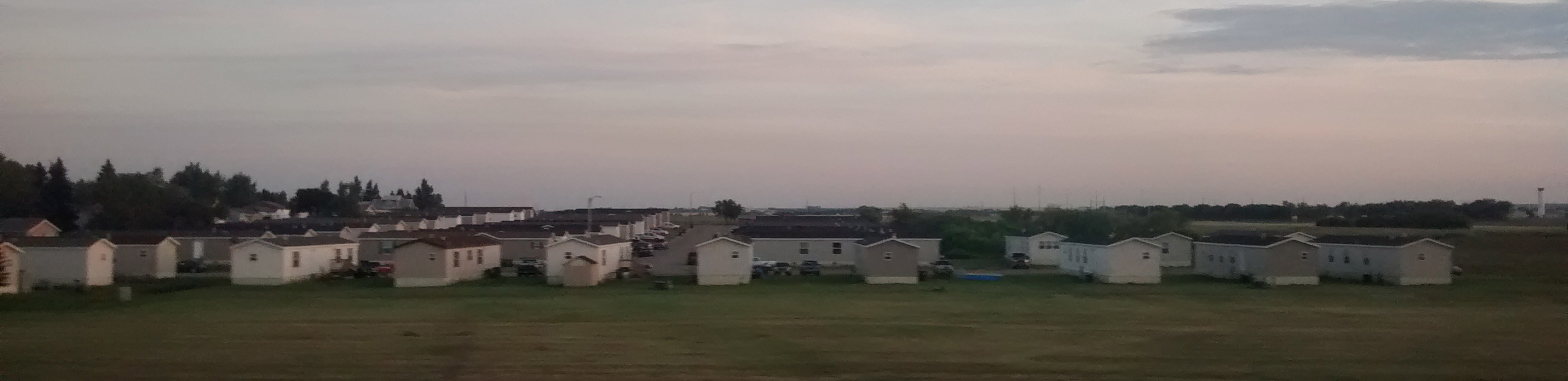
مخيمات العمَّال في داكوتا الشمالية

مخيمات العمَّال هي مساكن مؤقتة للقوى العاملة لاستيعاب تدفق كبير من العمال ذوي الأجور المرتفعة في صناعات استخراج الموارد، خاصة في كندا والولايات المتحدة. إذ جعلت دورات الإسكان المزدهرة والكساد في القرن العشرين المتعلقة بصناعة النفط والغاز الشركات مترددة في الاستثمار في الإسكان الدائم للقوى العاملة المؤقتة.  
انتشر مصطلح «مخيمات العمَّال» بالاشتراك مع طفرة باكن النفطية في داكوتا الشمالية. مما جعل وسائل الإعلام تصور العديد من الصور الفوتوغرافية لعمال العابرين. أدى هذا الانتشار إلى اختيار صحيفة نيويورك تايمز «مخيمات العمَّال» كواحدة من أهم الكلمات لعام 2012. وتعد القوى العاملة في صناعات استخراج الموارد قوى رجالية بحتة، حيث تلخص الدراسات التي أجريت لمخيمات العمَّال إلى أنها بيئة رجالية بحتة، رغم أنها تشمل بعض النساء   
غالبًا ما توجد مخيمات العمَّال في مواقع نائية ويمكن أن تطغى على البنية التحتية المحلية وخدمات الطوارئ.    وثقت إحدى الدراسات التي أجريت على مخيمات العمَّال ثلاثة أنواع متميزة: تتراوح من المجمعات الجاهزة ذات الطراز السكني التي توفر خدمات كاملة لآلاف العمال إلى التجمعات غير الرسمية لعربات سكن متنقلة على أرض خالية (ربما في انتهاك للقوانين المحلية).  وقد يكون للمخيمات الأكبر حجمًا على غرار المهاجع قواعد صارمة لسلوك السكان ،   ولكن هناك إشراف بسيط على الآخرين.  ارتبطت مخيمات العمَّال بالجرائم العنيفة والاتجار بالجنس.     فعندما تكون مخيمات العمَّال قريبة أو متداخلة مع محميات الأمريكيين الأصليين ، فإنها ترتبط ارتباطًا وثيقًا بمعدلات أعلى لجرائم العنف ضد النساء الأمريكيات الأصليات والاتجار بالجنس .   حيث أكدت العديد من الدراسات هذا النمط من العنف.  

## تاريخ
في أوائل القرن العشرين ، في جميع أنحاء حوض بيرميان في غرب تكساس ، غالبًا ما قامت شركات صناعة النفط والغاز ببناء مساكن عائلية دائمة لموظفيها في المخيمات في جميع أنحاء المنطقة.  بقي العمال مع نفس الشركة ، لكنهم انتقلوا بين المخيمات ، والتي كانت بشكل عام عبارة عن زراعة أحادية لذوي البشرة البيضاء ، وقد تم تشكيلها على غرار مخيمات تعدين الشركة في الغرب ومخيمات مصانع النسيج في الشرق.  وبدأ استبدال هذا النوع من مساكن الشركات بمخيمات مؤقتة للعمال العابرين في الخمسينيات والستينيات من القرن الماضي ، حيث أدت دورة الازدهار والكساد في صناعة النفط والغاز إلى جعل وجود قوة عاملة ثابتة ودائمة أمرًا غير اقتصادي. 

## ملخص
تعد المخيمات جزءًا من تحول متزايد الأهمية لسكان العالم نحو الإسكان المؤقت أو المتنقل في القرن الحادي والعشرين.  حيث أصبح استخدام مصطلح "مخيمات العمَّال" شائعًا خلال طفرة النفط في باكن ، التي بدأت في عام 2006 ، وبلغت ذروتها في عام 2012. وجذبت أعدادًا كبيرة من العمال - بأغلبية كبرى من الرجال - إلى غرب داكوتا الشمالية ، مما تسبب في نقص المساكن.  ودرس مشروع North Dakota Man Camp أكثر من 50 مخيمًا في منطقة باكن وصنفها وفقًا لثلاثة أنواع. المخيمات من النوع الأول عبارة عن مجمعات كبيرة جاهزة على طراز صالات النوم المشتركة تقدم خدمات كاملة لمئات أو آلاف العمال. تضم هذه المخيمات في الغالب عمالًا للشركات متعددة الجنسيات. تشبه المخيمات من النوع 2 حدائق RV ، وتقدم وسائل راحة أقل من المخيمات من النوع 1 ، ولكن تلك لديها بعض الإدارة وحد الأدنى من الإشراف من الحكومة المحلية. كما تكون المخيمات عادةً من النوع 3 عبارة عن تجمعات صغيرة غير رسمية من RVs يجلسون على قطع فارغة بدون إدارة وربما ينتهكون المراسيم المحلية.  وعلى نطاق واسع ، يستخدم مصطلح مخيمات العمَّال بشكل غامض للإشارة إلى أي من هذه المواقف.

### النوع الأول من المخيمات
يتعاقد بعض أصحاب العمل مع الشركات التي توفر سكنًا مؤقتًا للقوى العاملة ، مثل Target Hospitality (أكبر مزود لإسكان مخيمات العمَّال) ، لتوفير سكن مجاني للموظفين ، بتكلفة تصل إلى 100 دولار لكل عامل في الليلة الواحدة.  وتتمتع معظم المخيمات بأمنها الخاص ، كما أن مخيمات Target لديها قواعد تحظر الكحول والأسلحة النارية والنساء غير المرخص لهن ، والتي في حالة انتهاكها تؤدي عمومًا إلى الإخلاء وكذلك إنهاء العمل. 

### العنف والجدال
يمكن لمخيمات العمَّال أن تطغى على المجتمعات المحلية ، مما يؤدي إلى إجهاد البنية التحتية والخدمات المحلية. حيث فرضت بعض الحكومات المحلية حظراً على مخيمات العمَّال في منطقة باكن.  وذلك بسبب ارتباط بعض مخيمات العمَّال بالجرائم العنيفة والاتجار بالجنس.    إذ أكدت دراسة اجراها مكتب إحصائيات وزارة العدل في عام 2019 أن التقارير الإعلامية عن زيادة العنف في منطقة باكن يمكن التحقق منها إحصائيًا.  فعندما تكون مخيمات العمَّال بالقرب من محميات الأمريكيين الأصليين أو تتداخل مع أقاليم السكان الأصليين ، فإنها ترتبط ارتباطًا وثيقًا بمعدلات أعلى من العنف ضد نساء السكان الأصليين والاتجار بالجنس.   وقد أكدت العديد من الدراسات هذا النمط من العنف.  
ويواجه السكان الأصليون مخاطر خاصة من تدفق العمال الذكور ذوي الأجور الجيدة التي جلبتها مشاريع استخراج الموارد.   فغالبًا ما يكون لدى الشركات التي توظف رجالًا معايير مخففة تنتج عن توظيف مرتكبي الجرائم الجنسية .  ويترك قانون الاختصاص القضائي المعقد للحكومات القبلية سلطة محدودة لمقاضاة الجناة غير الهنود على الجرائم المرتكبة ضد أفراد القبائل. كما أن استخراج الموارد له أيضًا تاريخ طويل في المساهمة في العنف ضد نساء السكان الأصليين ، ويرى بعض الباحثين من السكان الأصليين العنف الذي يحدث حول مخيمات العمَّال فيما يتعلق بالاستعمار الاستيطاني المستمر وغيرها من حوادث العنف التاريخية المرتبطة باستخراج الموارد.   واحيانا يكون هناك تصور بأن العنف ضد نساء السكان الأصليين سوف يمر دون عقاب.   وأن السلطات الفيدرالية والولائية والقبلية غير فعالة أيضًا في الاستجابة للعنف الجنسي ، وغالبًا ما تتفاعل ببطء مع الحوادث.   
تم انتقاد مخيمات العمَّال أيضًا بسبب زيادة تهديدات COVID-19 لمجتمعات السكان الأصليين المحلية.  

#### النشاط
أشار المدافعون عن الأراضي وحماة المياه في الولايات المتحدة وكندا في نزاعات متعددة مثل Stop Line 3 ومنجم Thacker Pass لليثيوم و Keystone Pipeline و Coastal GasLink Pipeline إلى مخاوف بشأن مخيمات العمَّال التي تعرض نساء السكان الأصليين للخطر.    

#### استراتيجيات للتصدي للعنف
اقترح الباحثون المطلعون على وباء العنف ضد نساء السكان الأصليين خطة استراتيجية للتخفيف من الضرر الناجم عن مخيمات العمَّال والتي من شأنها تحسين خدمات الضحايا ، وزيادة الوصول إلى العلاج المناسب ثقافيًا من المخدرات، بالإضافة إلى بناء نظام العدالة الجنائية ، وتعزيز المسؤولية الاجتماعية للشركات للتخفيف من العنف منمخيمات العمَّال. 
تقترح آنا كونديس استراتيجية قانونية للقبائل للاستفادة من " بنود الرجال السيئين " في 1867-1868حيث أن تلك المعاهدات تجبر على تطبيق القانون الفيدرالي لحماية نساء السكان الأصليين من عنف مخيمات العمَّال. 